# 1794
Évszázadok: 17. század – 18. század – 19. század
Évtizedek: 1740-es évek – 1750-es évek – 1760-as évek – 1770-es évek – 1780-as évek – 1790-es évek – 1800-as évek – 1810-es évek – 1820-as évek – 1830-as évek – 1840-es évek
Évek: 1789 – 1790 – 1791 – 1792 –  1793 – 1794 – 1795 – 1796 – 1797 – 1798 – 1799

## Események

### Határozott dátumú események
- március 24. – Tadeusz Kościuszko vezetésével felkelés tör ki az orosz megszállás ellen és a nagy szejm által megalkotott májusi alkotmány védelméért.[1]
- április 4. – A racławicei csatában a lengyel felkelők legyőzik az orosz csapatokat.[1]
- április 17–18. – A lengyel katonaság és a városi polgárok kiűzik a városból az orosz csapatokat.[1]
- május 7. – Tadeusz Kościuszko  kihirdeti a połanieci univerzálét.[1]
- május 27. – II. Katalin orosz cárnő elrendeli kikötő építését a Hadzsibej erőd helyén; a következő évben a település neve Odessza lesz.[2]
- június 10. (II. év prairial 22.) – A francia konvent „prairial-i dekrétumai”, melyeknek köszönhetően a terror a tetőfokára hág.[3]
- június 26. (II. év messidor 8.) – A fleurusi csata a Jean-Baptiste Jourdan marsall vezette francia forradalmi csapatok győzelmével zárul.[4]
- július 23. – Bécsben, az ottani jakobinus szervezkedés tagjaival együtt elfogják Martinovics Ignácot, a magyar jakobinus mozgalom vezérét.[5]
- július 27. (II. év thermidor 9.) – Franciaországban a Nemzeti Konvent végrehajtja a thermidori fordulatot, és radikálisan véget vet a jakobinusok diktatúrájának.[6]
- augusztus 13. – Martinovics Ignác részletes vallomást tesz, amiben feltárja a magyar jakobinus mozgalom szervezetét.[7]
- augusztus 16. – Megkezdődik a magyar jakobinus mozgalom tagjainak letartóztatása Pesten és Budán. Ezen a napon Hajnóczy Józsefet, Laczkovics Jánost és Szentmarjay Ferencet tartóztatják le.[8]
- október 10. – A maciejowicei csatában az orosz csapatok legyőzik a Tadeusz Kościuszko vezette lengyel hadakat.[9]
- november 4. – Szuvorov tábornok elfoglalja Varsót.[9]
- november 12. (III. év brumaire 22.) – A Nemzeti Konvent határozatot hoz a Jakobinus klub bezárásáról.[10]
- november 28. – Németh János királyi jogügyi igazgató benyújtja a vádlevelet magyar jakobinusok perének fő vádlottai ellen.[11]
- december 11. – Megkezdődik a magyar jakobinusok pere Hajnóczy József kihallgatásával.[12]
- december 14. – Alsóregmecen felségsértés és hazaárulás vádjával letartóztatják Kazinczy Ferencet.[13]

### Határozatlan dátumú események
- az év folyamán –
  - Szekszárdon a barokk plébániatemplommá alakított bencés monostortemplom leég, a terület egyházi funkciója megszűnik.[14]
  - Az Egyesült Államokban betiltják a rabszolga-kereskedelmet.[15]

## Az év témái

### 1794 a tudományban
- Philip Vaughan szabadalmaztatja a golyóscsapágyat.[16]
- John Wilkinson feltalálja a kúpoló kemencét.[17]

## Születések
- január 27. – Farkas János Chrysostom piarista rendi pap, tanár, költő († 1850)
- január 29. – François-Vincent Raspail francia kémikus, botanikus és politikus († 1878)
- február 26. – Heinrich August Pierer német katonatiszt, könyvkiadó († 1850)
- március 14. – Bem József, az 1848–49-es szabadságharc tábornoka († 1850)
- április 6. – Andreas Räss, német egyházi író, püspök († 1887)
- április 28. – Jósika Miklós író († 1865)
- május 4. – Heinrich Boie német herpetológus († 1827)
- május 27. – Cornelius Vanderbilt amerikai üzletember, vasút- és hajómágnás († 1877)
- augusztus 9. – Achille Valenciennes francia zoológus († 1865)
- augusztus 15. – Elias Magnus Fries svéd botanikus, mikológus († 1878)
- október 23. – Csuha Antal katona, az 1848–49-es forradalom és szabadságharc honvédtábornoka († 1867)

## Halálozások

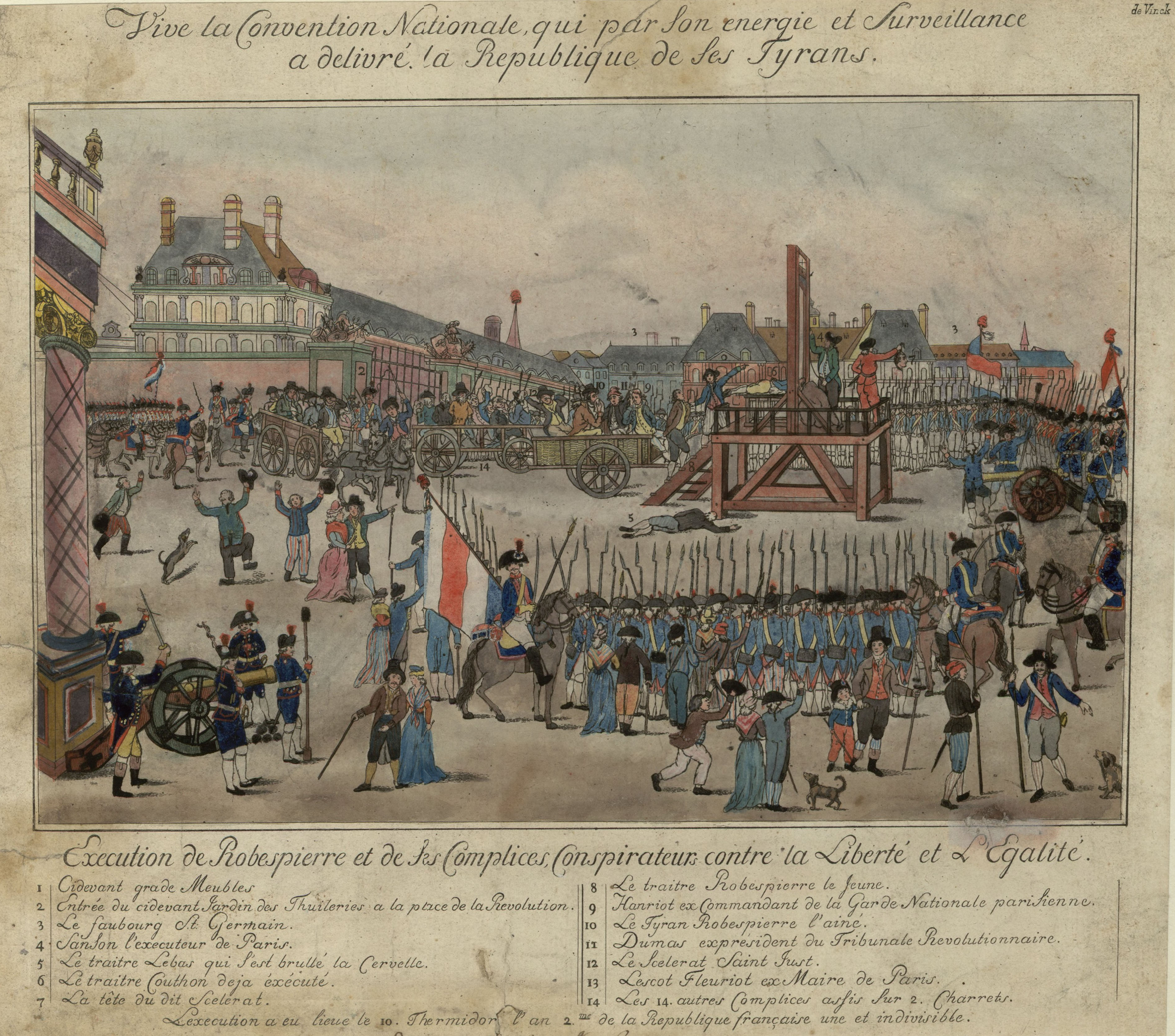
Robespierre és társai kivégzése július 28-án

- január 16. – Edward Gibbon, brit történész (* 1737)
- március 24. – Jacques-René Hébert, a nagy francia forradalom egyik kiemelkedő politikusa, a Hegypárt képviselője (* 1757)
- április 5. – Fabre d’Églantine, francia vígjátékíró, költő és politikus (* 1750)
- április 5. – Georges Jacques Danton, a francia forradalom egyik kimagasló alakja (* 1759)
- április 5. – Camille Desmoulins, ügyvéd, újságíró, a Cordeliers klub egyik alapítója, a francia forradalom egyik kimagasló alakja (* 1760)
- április 22. – Chrétien-Guillaume de Lamoignon de Malesherbes, francia jogtudós és államférfi, XVI. Lajos ügyvédje (* 1721)
- április 27 – James Bruce skót utazó (* 1730)
- május 6. – Grassalkovich Antal, birodalmi herceg, Bodrog és Zólyom vármegye főispánja (* 1734)
- május 8. – Antoine Laurent de Lavoisier, francia kémikus (* 1743)
- július 23. – Alexandre de Beauharnais, francia arisztokrata, Beauharnais vikomtja, a francia királyi haderő tisztje, a forradalmi hadsereg tábornoka, majd a forradalmi Nemzetgyűlés elnöke (* 1760)
- július 25. – Friedrich von der Trenck, porosz lovassági katonatiszt, kalandor (* 1726)
- július 28. – Maximilien de Robespierre, ügyvéd, politikus, a jakobinus diktatúra vezéralakja[6] (* 1758)
- július 28. – Antoine de Saint-Just, francia forradalmár és politikus, a Konvent hegypárti képviselője, a jakobinus vezetők egyike, Robespierre közeli barátja és munkatársa[6] (* 1767)
- július 28. – François Hanriot, a francia forradalom alatt a sans-culotte-ok egyik vezéralakja (* 1759)
- július 28. – Georges Couthon, a jakobinus diktatúra egyik vezetője[6] (* 1755)
- október 20. – Carlowszky János, evangélikus kollégiumi igazgató, költő (* 1721)
- november 13. – Bánffy Farkas, magyar író (* ismeretlen)
- november 15. – Csődy Pál, szombathelyi nagyprépost (* 1717)
- november 28. – Friedrich Wilhelm von Steuben porosz származású katonatiszt, aki jelentős szerepet játszott az amerikai függetlenségi háborúban (* 1730)